# Unidade de Manobra Tripulada

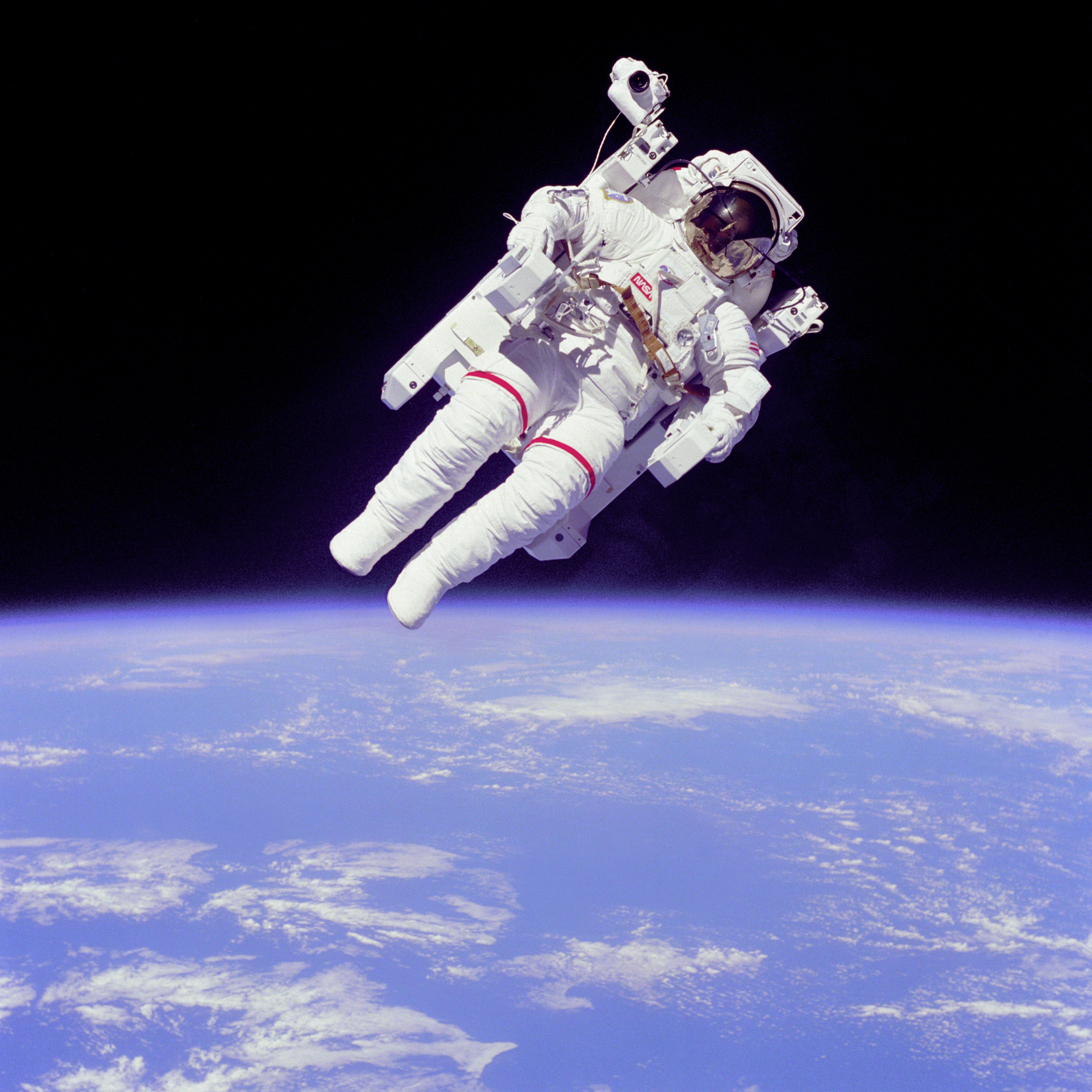
O astronauta Bruce McCandless durante uma actividade extraveicular utilizando uma MMU, em voo livre e totalmente independente da nave.

Unidade de Manobra Tripulada ou MMU por sua sigla em língua inglesa (Manned Maneuvering Unit)  é uma mochila propelida para permitir o voo livre dos astronautas do ônibus espacial. Foi utilizada apenas em três missões do ônibus durante 1984.
A mochila se acopla ao traje espacial e se propulsa mediante nitrógeno expulsado a alta pressão. Dispõe de controles manuais de rotação e translação com os quais o astronauta pode ficar independente do ônibus e chegar a locais inalcançáveis de outra forma.
O nitrógeno utilizado como propelente é não contaminante nem entra em ignição para produzir a propulsão, apenas expulsado a alta pressão. O circuito de propulsão é duplo para incrementar a credibilidade da unidade: Caso um circuito falhe, ainda a um segundo para o astronauta voltar ao veículo. A unidade pesa ao total 140 kg.